# Herman Liikanen
Herman Liikanen (Ristiina, 13 maggio 1835 – Kuhmalahti, 13 aprile 1926) è stato un patriota finlandese.

## Biografia
Seguace delle imprese di Garibaldi sui giornali, partì per l'Italia nel 1861. Si unì alla Legione ungherese del generale Stefano Turr, con il quale avrebbe dovuto prender parte alla progettata, ma mai concretizzata insurrezione ungherese. Gli è stato per questo dedicato un busto tra quelli dei patrioti sul Gianicolo, con la scritta "Garibaldino Finlandese".
Rientrato in Finlandia, si arruolò volontario nell'esercito danese durante la seconda guerra dello Schleswig. Ferito durante la battaglia di Dybbøl, fu insignito del cavalierato del Dannebrog e di una pensione dallo Stato danese.